# Óvalo Gregorio Albarracín
El óvalo Gregorio Albarracín es una de las principales parques del Distrito de Pocollay, en Tacna. Es uno de los puntos de entrada hacia el distrito.

## Historia
El Ministro de Guerra Gral. del Ejército Jorge Flores Torres donó una estatua del Coronel Gregorio Albarracín Lanchipa fundida en Lima y las piezas fueron armadas en la ciudad. Las instituciones fueron consultadas sobre la decisión y llegaron a la decisión de construir una plaza para la colocación del monumento.
El 2 de octubre de 1986, conmemorando 104 años de su inmolación en Saucini se llevó a cabo la inauguración del Complejo Monumental Ecuestre, con la asistencia de autoridades procedentes del territorio nacional y con la participación de Esther Sánchez Albarracín de Butron, nieta de Gregorio Albarracín. Al día siguiente, la Municipalidad Distrital, emitió la Resolución Municipal N° 051 en la cual por permanente homenaje al Coronel Gregorio Albarracín Lanchipa, se autoriza la denominación de la Plaza con su nombre, en el lugar que anteriormente era conocido como "Óvalo Pocollay".

## Descripción
Es un amplio óvalo ubicado en medio de dos grandes avenidas que marcan uno de los puntos de acceso al Distrito de Pocollay,en el centro presenta una gran fuente adornada de figuras de bronce que refleja las hazañas bélicas de muchos hombres; sobre ella reza una estatua ecuestre de Gregorio Albarracín.
Al lado de la fuente está ubicada dos astas, y alrededor de ellas varios rosales, bancas y árboles.

### Estatua ecuestre
La estatua ecuestre es de cuerpo completo hecho de bronce y fundida en Lima. Su dimensiones son de 3.40 m de alto por 2.50 m de ancho.

## Actualidad
El 30 de mayo de 2017, al conmemorarse el Bicentenario del Nacimiento de Gregorio Albarracín, fue uno de los puntos donde se realizaron varias actividades, tales como la Ceremonia Central ese mismo día, maratones, etc. También es frecuente varios reinados, actividades recreativas y maratones.